# Port lotniczy Żygańsk
Port lotniczy Żygańsk (ICAO: UEVV) – port lotniczy położony w Żygańsku, w Jakucji, w Rosji.

## Linie lotnicze i połączenia
| Linia Lotnicza   | Kierunek  |
| ---------------- | --------- |
| Yakutia Airlines | 1. Jakuck |